# Almindelig svinemælk
Almindelig Svinemælk (Sonchus oleraceus) er en 25-100 cm høj urt, der vokser på dyrket jord. Bladene er matgrønne til forkel fra den lignende Ru Svinemælk, der har skinnende blade. De bleggule blomsterkurve er omkring to centimeter i diameter. Alle dele af planten indeholder hvid mælkesaft.

## Beskrivelse
Alm. Svinemælk er en enårig, urteagtig plante med en opret, stiv vækst. Stænglerne er glatte bortset fra enkelte tornagtige udvækster. Bladene danner først en roset ved jorden. Derfra skyder stænglen op med de spredtstillede blade. De enkelte blade er omvendt ægformede med dybt indskårne flige. Ved bladfoden ses to grundflige, som griber rundt om stænglen. Bladranden er tandet med tornagtige spidser. Oversiden er matgrøn, mens undersiden er lyst grågrøn.
Blomstringen sker i juni-oktober, hvor blomsterne sidder i endestillede, løse stande af 1,5 til 2,5 cm brede kurve. Den enkelte blomsterkurv består af bleggule, tungeformede kroner. Frugten er en flad nød med en håragtig fnok.
Rodnettet består af en kraftig pælerod med tynde siderødder.
Højde x bredde og årlig tilvækst: 1 x 0,50 m (100 x 25 cm/år).

## Voksested
Alm. Svinemælk er en almindelig ruderatplante overalt i landet. Den findes mest på jord, som nyligt har været omrodet.
Ved en optælling på Tegleng vest for Haderslev fandt man den sammen med bl.a. Alm. Fuglegræs, Hundegræs, Hyrdetaske, Alm. Kvik, Alm. Røllike, Star, Tagrør, Tusindfryd, Bidende Ranunkel, Burre-Snerre, Eng-Karse, Feber-Nellikerod, Fløjlsgræs, Glat Vejbred, Grå-Bynke, Hvid-Kløver, Håret Høgeurt, Lugtløs Kamille, Lyse-Siv, Mælkebøtte, Lodden Dueurt, Nikkende Star, Rørgræs, Stinkende Storkenæb, Vand-Pileurt og Vild Kørvel.